# Shahadat Chowdhury
Pour les articles homonymes, voir Chowdhury.
Shahadat Chowdhury (né le 28 juillet 1943 à Khulnâ, dans la présidence du Bengale, aux Indes britanniques et décédé le 29 novembre 2005 à Dacca, au Bangladesh) était un journaliste bangladais et rédacteur en chef de plusieurs magazines d'information. Il a été rédacteur en chef de Weekly Bichitra de 1972 jusqu'à l'arrêt de sa publication en 1997. Il a ensuite été rédacteur en chef de Shaptahik 2000 et d'Anandadhara.

## Jeunesse
Chowdhury est l'un des 12 enfants d'Abdul Haq Chowdhury, un juge de district, et de Jahanara Chowdhury. Il obtient son diplôme d'études secondaires supérieures à Dhaka et un baccalauréat en peinture de l'institut des beaux-arts de l'université de Dacca (en).

## Carrière
Chowdhury est le rédacteur en chef de Kachi-Kanchar Asar, la page pour enfants du Daily Ittefaq en 1961. Il est aussi l'auteur de récits de voyage pour Kachi Kanchar Mela, une organisation culturelle pour les enfants du Pakistan oriental de l'époque.
Chowdhury s'est ensuite joint à l'équipe de la revue du groupe Media World Shaptahik 2000 en tant que rédacteur en chef fondateur .
Pendant la guerre de libération du Bangladesh de 1971, Chowdhury a participé au secteur 2 et était membre d'un peloton de choc Il a mis sur pied une force de guérilla et a initié des actions aventureuses à Dhaka. Il a aidé les deux filles du poète Sufia Kamal à traverser la frontière de l'Inde. Pendant la guerre, il a commencé sa carrière dans le journalisme en éditant la publication Lorai , qui donnait des nouvelles de Mukti Bahini Il a également été l'un des architectes du Comité Ghatak Dalal Nirmul.
Après l'indépendance du Bangladesh, il a rejoint l'hebdomadaire Bichitra en 1972 en tant que rédacteur en chef adjoint et est ensuite devenu rédacteur en chef du magazine jusqu'en 1997, date de l'arrêt de la publication de la revue. En 1998, il est devenu rédacteur en chef de Shaptahik 2000 et du bimensuel Anandadhara.
Chowdhury a organisé la première émission de télévision de concours de beauté au Bangladesh en 1998. Le programme s'intitulait Ananda Bichitra Photo Shundori. L'actrice Sadika Parvin Popy (en) est la gagnante cette année-là.

## Vie privée et mort
En 1977, l'un des yeux du premier donneur d'yeux posthume du Bangladesh, ARM Inamul Haq, a été transplanté à Chowdhury.
Chowdhury est décédé le 28 novembre 2005 Il a été enterré en l'honneur de l'État dans le cimetière des intellectuels martyrs de Mirpur à Dhaka.